# Апартаменты короля
Апартаменты короля (фр. L’appartement du roi представляют собой анфиладу комнат в Версальском дворце, служивших жилыми помещениями для короля Людовика XIV. С окнами, выходящими во Мраморный Двор, эти помещения расположены в самой старой части дворца на месте комнат, которые в замке времен Людовика XIII были отведены королеве. Главным образом по причине неудобства Больших покоев Короля и сооружения Зеркальной галереи, Людовик XIV занялся перестройкой этих помещений вскоре после смерти в 1684 году своей первой супруги Марии Терезии. Проект и общее руководство перестройкой интерьеров король поручил своему первому архитектору Жюлю Ардуэну-Мансару.
В эпоху правления Людовика XV и Людовика XVI Апартаменты короля превратились в повседневные рабочие помещения.
Изначально анфилада Апартаментов короля содержала восемь комнат и начиналась от верхней площадки Лестницы Королевы. После 1701 года число комнат было уменьшено до семи; а в 1755 году их количество уменьшилось до шести.

## Вестибюль
Вестибюль (Le vestibule) отделан мраморными панелями и освещён двумя окнами, выходящими в Королевский двор. В 1701 году, чтобы увеличить освещение лестничных маршей, была вскрыта южная стена напротив окон; таким образом из вестибюля получилась лоджия (loggia). В конце правления Людовика XIV Лестница Королевы и Лоджия вели одновременно в Апартаменты короля, Большие покои Королевы и в апартаменты Мадам де Ментенон, с которой Король сочетался тайным браком после смерти королевы Марии-Терезии.

## Зал королевской гвардии
Зал королевской гвардии (Salle des gardes du roi) служил для размещения гвардейцев короля. При раннем оформлении этой комнаты использовали облицовку стен тиснёной кожей с позолотой и батальную картину работы Жозефа Парроселя, «Битва при Лёзе, 18 сентября 1691 года», висящую над камином. Оформление комнаты дополняют две большие люстры, украшенные монограммой короля. Практичное назначение комнаты подчёркивалось деревянными скамьями, походными кроватями и ширмами, которые использовались гвардейцами, находящимися в комнате. По понедельникам в этой комнате устанавливался стол, накрытый бархатной скатертью с золотой бахромой, за которым Людовик XIV лично принимал прошения, поданные его подчиненными.

## Первая антикамера
Первая антикамера (La première antichambre), аванзал, или Зал, где ужинает король (a salle où le roy soupe), выходил тремя окнами в Мраморный двор (север) и другими тремя окнами во Двор Королевы (юг). В 1699 году при сооружении апартаментов для внука Людовика XIV — Герцога Бургундского — одно из южных окон было закрыто и на его месте появилась дверь</ref>. В оформлении комнаты использована батальная живопись Жозефа Парроселя — над каминной полкой расположена его картина «Битва при Арбелах». После смерти королевы и дофины Марии-Аделаиды комнату сервировали в тех случаях, когда Людовик XIV ужинал на публике один. Для ужина по церемонии Большого Столового Прибора сервировали стол перед камином и одно кресло с подлокотниками. У стены напротив камина изначально было возвышение для музыкантов, но его разобрали в XVIII веке Этот протокольный порядок был нарушен только с 16 ноября по 4 декабря 1700 года. В этот период внук Людовика XIV Филипп, герцог Анжуйский, после провозглашения его королём Испании несколько раз ужинал публично со своим дедом.
В этой комнате разразился эпилог одного из самых известных скандалов в истории правления Людовика XIV. В 1691 году были украдены дверные обшивки Салона Марса и часть вышитого покрывала кровати из Салона Меркурия. Во время подачи десерта через одно из окон, выходящих в Мраморный двор, в комнату влетел свёрток и упал на стол короля. Людовик XIV произнёс только: «Полагаю, что это моя бахрома».

## КартиныЖозефа Парроселяв первой антикамере дворца (от южной к северной стене). 1687—1691

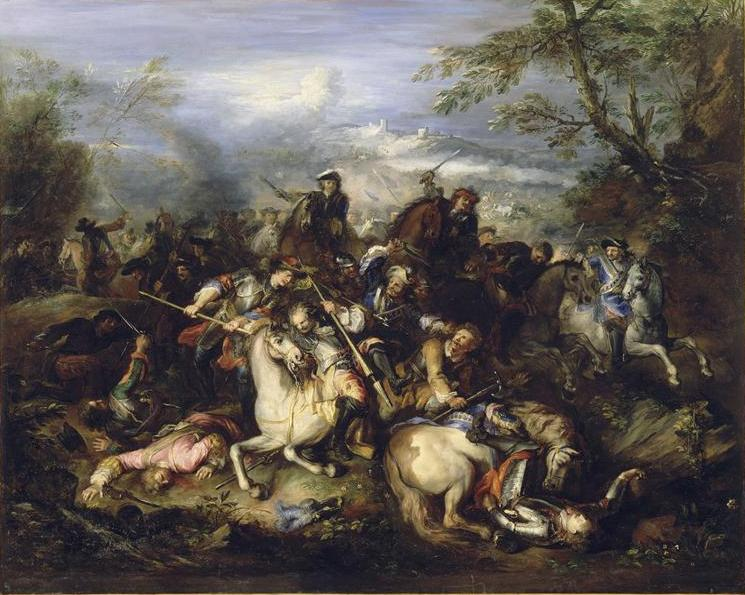
Битва при Лёзе 18 сентября 1691 года
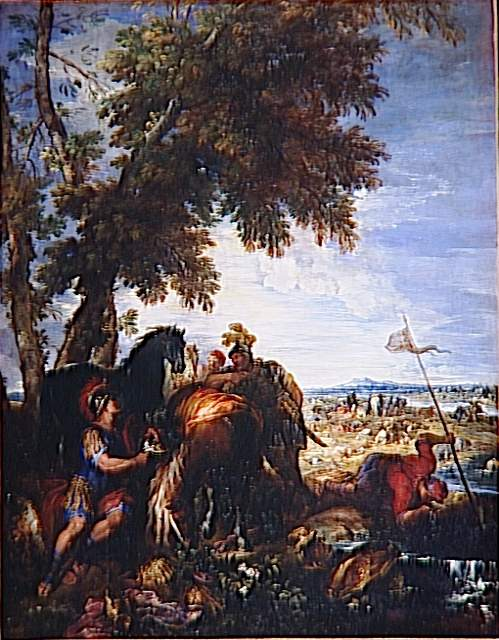
Кавалеристы утоляют жажду после сражения
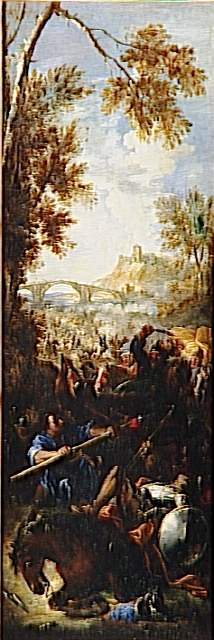
Схватка кавалерии
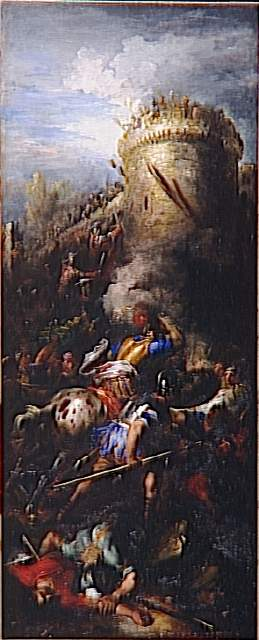
Кавалерия атакует крепостной вал города
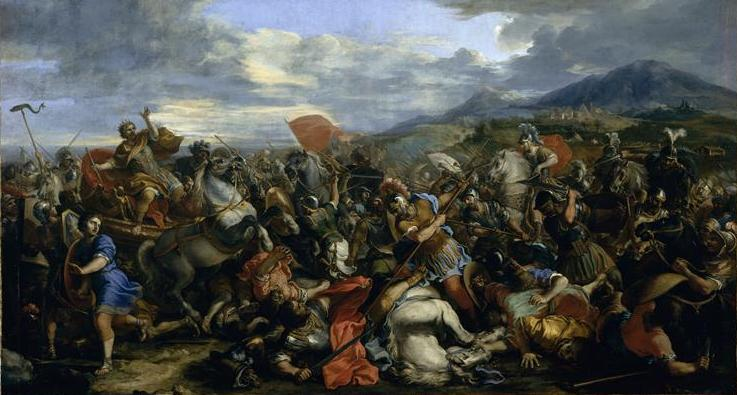
Александр Македонский наносит поражение Дарию в битве при Арбелах
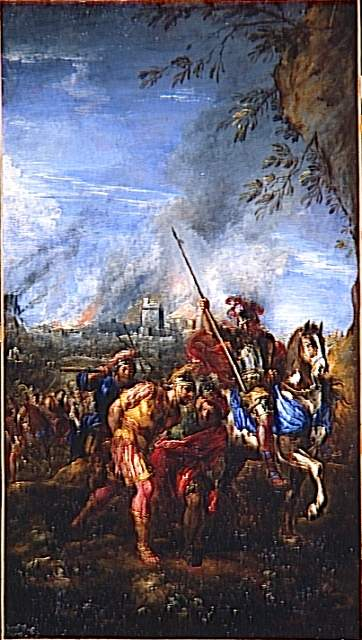
Кавалерист ведёт пленных после взятия города
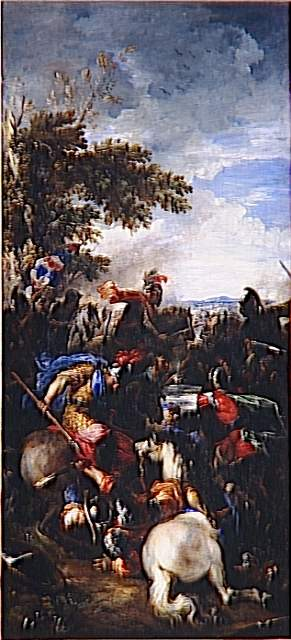
Кавалеристская атака и упавший наездник

## Вторая антикамера
Вторая антикамера (Deuxième antichambre) и Спальня Короля ранее были частью апартаментов королевы, но в 1684 году, после смерти королевы, Людовик XIV присоединил эту комнату к своим апартаментам.
Во Второй антикамере придворные ожидали разрешения пройти для участия в церемонии Утреннего выхода короля в Спальне Короля, расположенной далее. Эта комната также известна как Аванзал Бассано в честь размещённых на стенах нескольких картин итальянского живописца Якопо Бассано. Над каминной полкой находилась картина « Не прикасайся ко Мне» (Noli me tangere) голландского живописца Ламберта Сустриса. В 1701 году Вторая антикамера и Спальня Короля были объединены чтобы создать большую гостиную, получившую название Салон с бычьим глазом (Salon de l’Òil-de-boeuf), которая стала главной прихожей спальни нового короля.
Название этой комнаты произошло от овального окна «бычий глаз», расположенного на южной падуге плафона. Падуги комнаты декорированы фризом с позолоченной лепниной типа «трельяж» (орнамент в косую клетку) с изображением групп танцующих путти. Такой декор стал предвестником новых художественных тенденций XVIII века и смены «большого стиля» Людовика XIV, использованного в оформлении Больших покоев Короля и Зеркальной галереи, к менее строгому стилю, предшествующему Стилю Людовика XV, или рококо. Людовик XIV не экономил средств на декорирование этой комнаты. Зеркала и картины Веронезе «Обморок Эсфири» и «Юдифь с головой Олоферна», а также золочёная обстановка — всё это делает комнату наиболее роскошным помещением в Апартаментах короля.

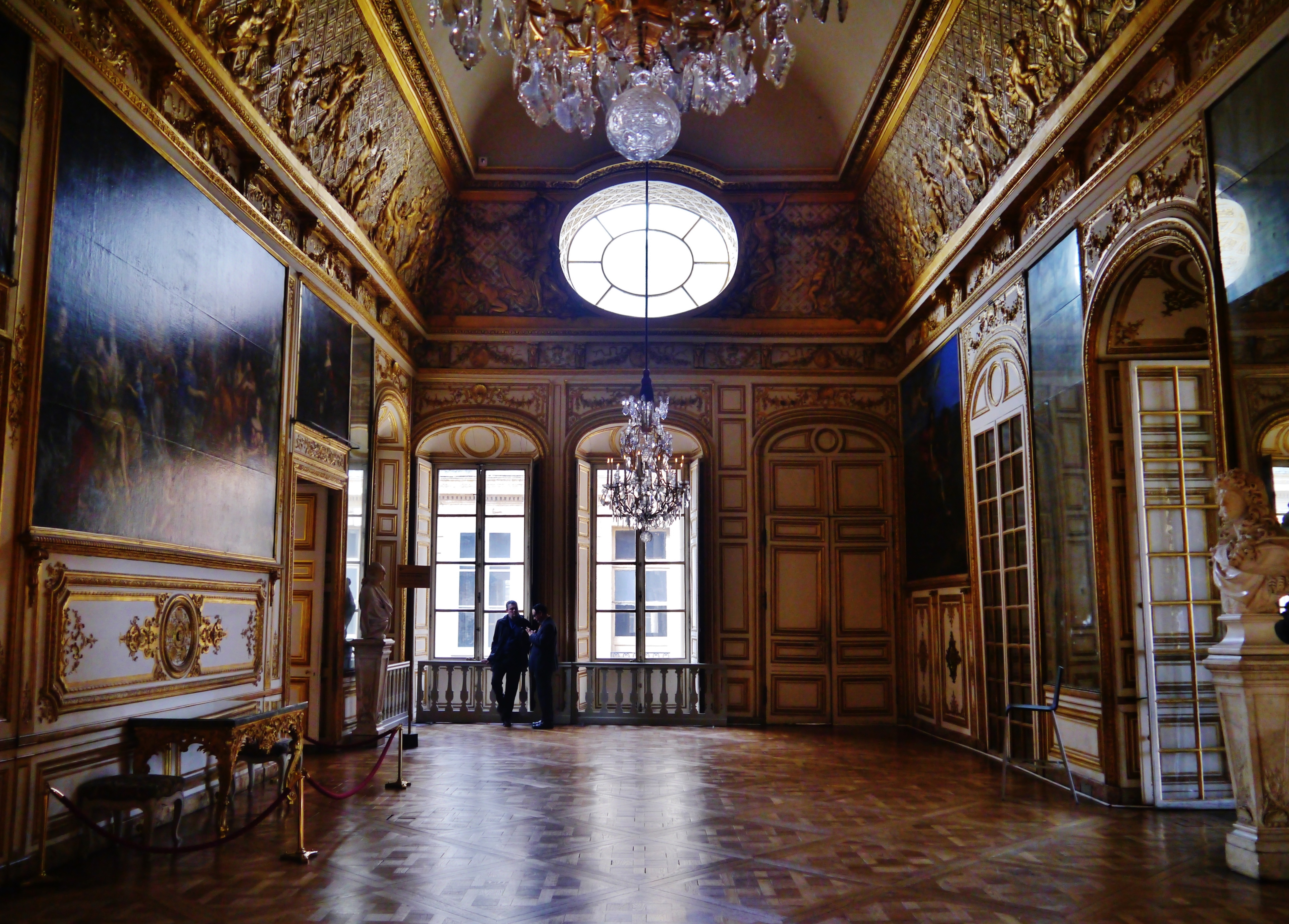
«Салон с бычьим глазом». 1701. Общий вид. Архитектор П. Лепотр
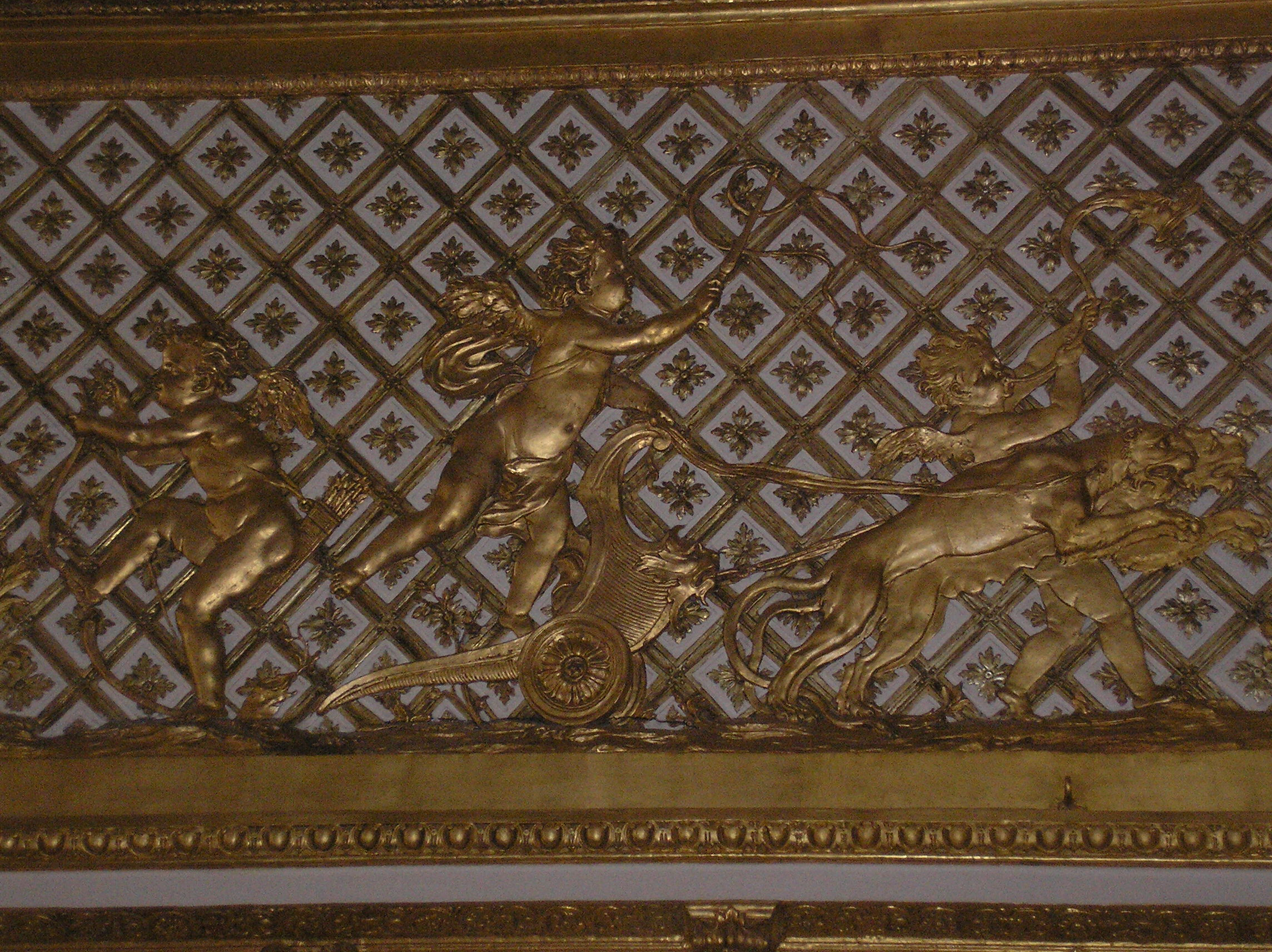
Деталь декора падуги салона
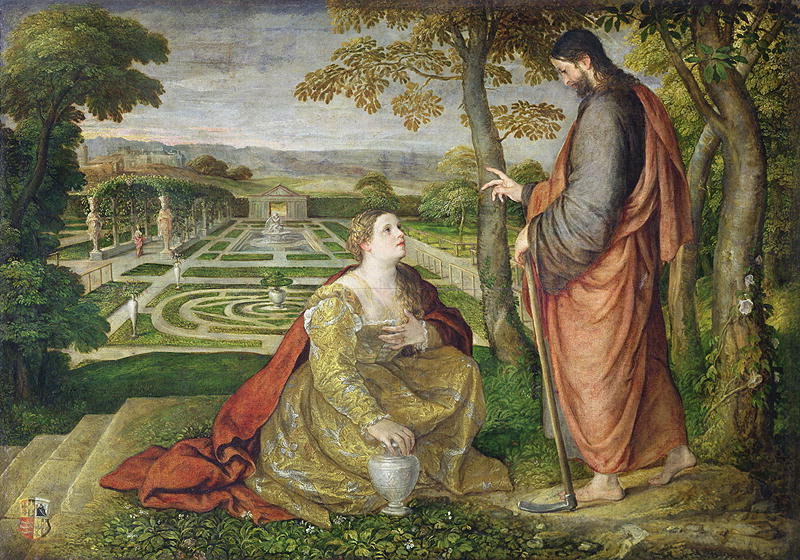
Л. Сустрис. Не прикасайся ко Мне (ныне во Дворце изящных искусств, Лилль)
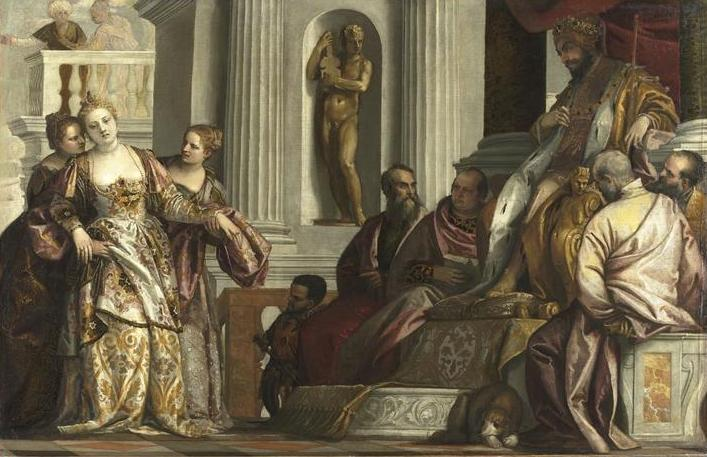
Веронезе. Обморок Эсфири (ныне в Лувре, Париж)

## Спальня Людовика XIV
Когда в 1684 году Людовик XIV переехал в Спальню Короля, следующая комната стала Салоном Короля или Салоном облачения Короля. На протяжении семнадцати лет эта комната была местом церемоний, окружавших жизнь короля, к примеру, утреннего выхода и отхода ко сну.
В 1701 году на месте Салона Короля была сооружена Спальня Людовика XIV (Chambre de Louis XIV). Прежняя комната во время правления Людовика XIV подвергалась многочисленным реконструкциям, самая значимая прошла в 1678 году когда западные окна, выходящие на террасу, были закрыты вследствие сооружения Зеркальной галереи. Интерьер был украшен картинами знаменитых итальянских художников. После сооружения Спальни Людовика XIV в 1701 году это помещение стало центром жизни Двора.
В оформлении спальни ради экономии средств были использованы картины из Салона Короля. Над дверьми помещены Портрет Маркиза де Монкада и Автопортрет, обе работы Антониса Ван Дейка, Иоанн Креститель работы Караваджо и Мария Магдалина, написанная Гвидо Рени. Святая Цецилия работы Доменикино украшает южную стену над камином, а Царь Давид, играющий на арфе того же мастера расположена напротив, на северной стене.

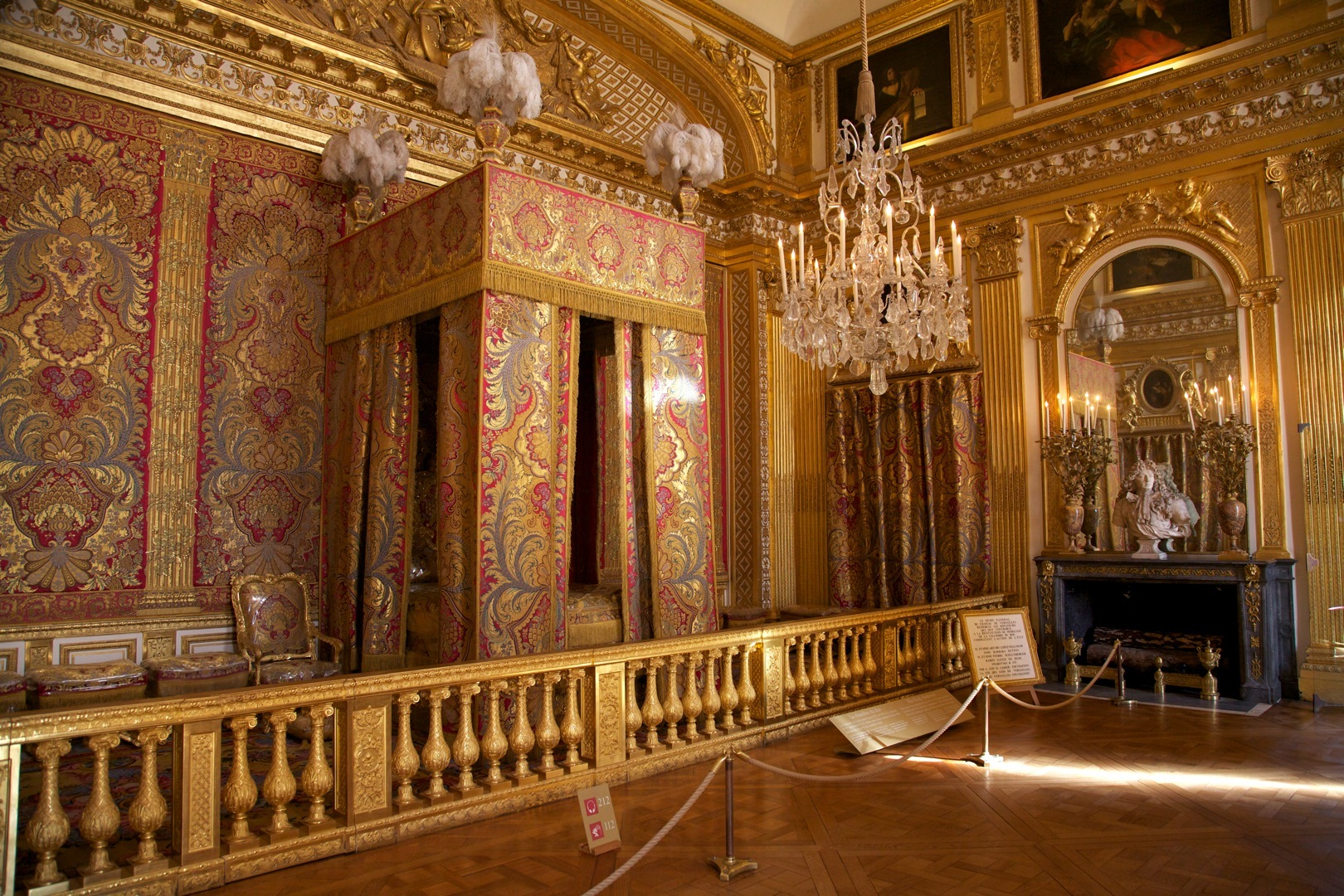
Спальня короля. Архитектор Р. де Кот
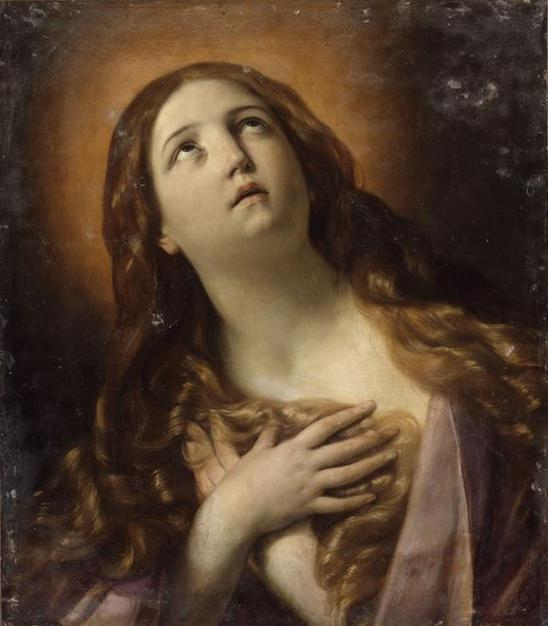
Г. Рени. Mария Магдалина в молитве у подножия Креста. Ок. 1628
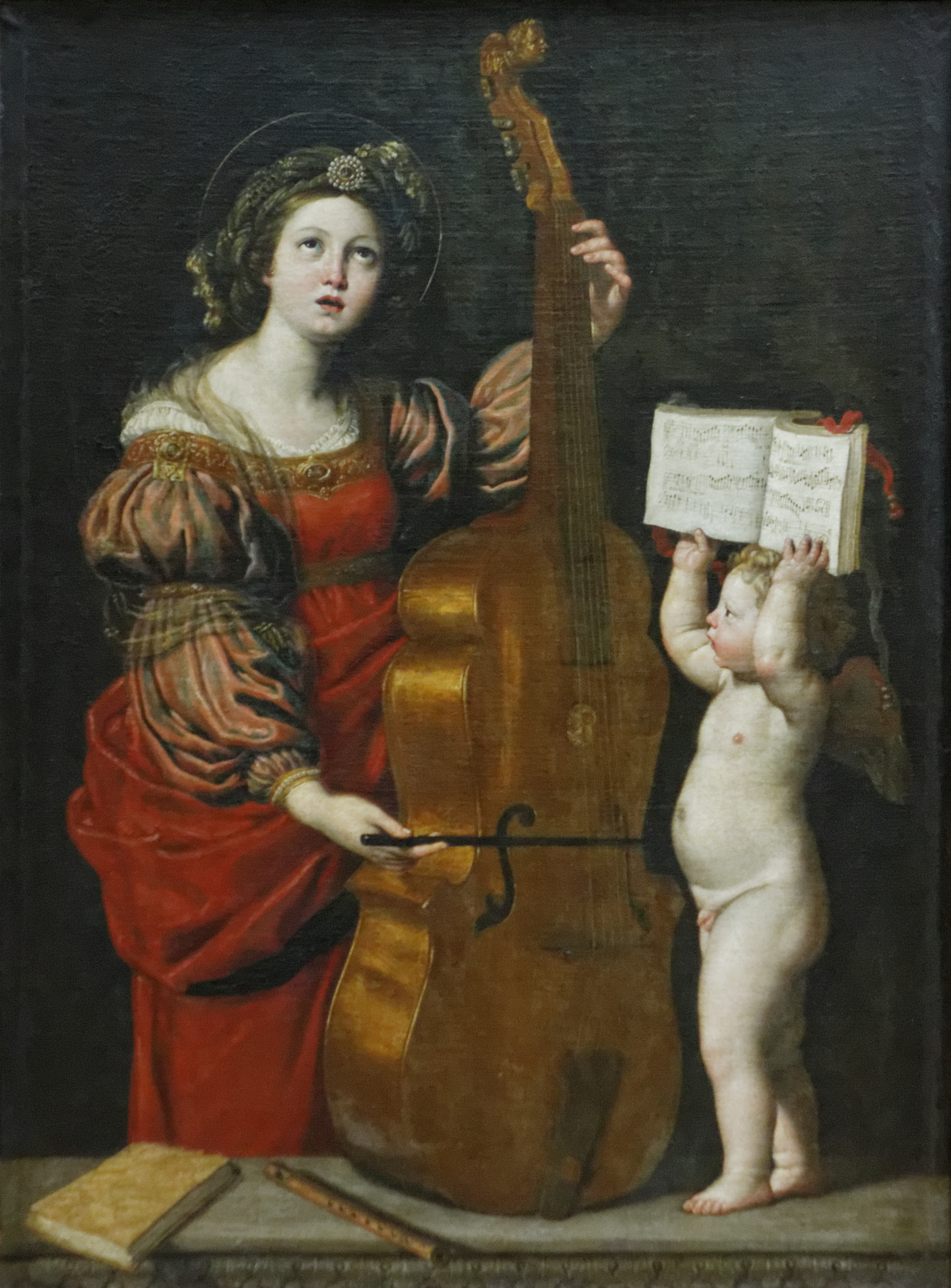
Доменикино. Святая Цецилия, играющая на виоле. Между 1617 и 1618 (ныне в Лувре, Париж)
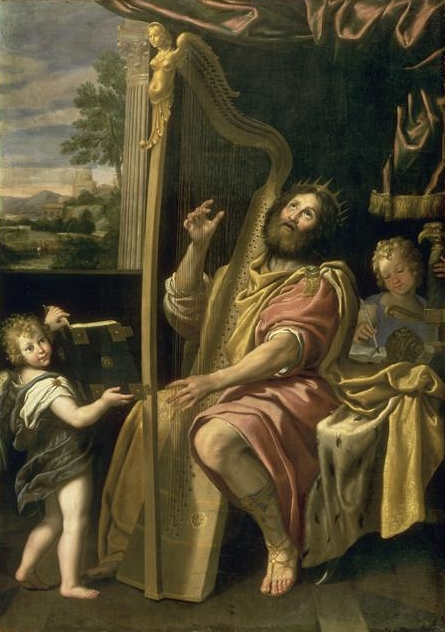
Доменикино. Царь Давид , играющий на арфе. Ок. 1620

Западная стена стала альковом — отгороженной деревянной позолоченной балюстрадой частью комнаты, в которой расположили огромную кровать с балдахином и плюмажами из страусиных перьев. Использованные в оформлении алькова орнамент трельяжа с лепными гирляндами и фигурками путти характерны для стиля Регентства, бывшего в моде в 1715—1720-х годах. Кровать увенчана позолоченной скульптурной группой Блистательная Франция работы Никола Кусту, дополненной двумя симметрично расположенными вызолоченными горельефами трубящих Слав Франсуа Леспиньолы.
Это единственная коомната дворца, которая не была переделана наследниками Людовика XIV, сохранившими шедевры королевской коллекции, вставленные в деревянную обшивку стен. Спальня сохранила своё оформление и после Революции.
Существующая ныне парчовая ткань убранства спальни короля была соткана повторно как начинание Пятой республики по реставрации Версальского дворца. Первозданный альков и «драпри» кровати были восстановлены в 1736 году; но в 1785 году Людовик XVI приказал убрать парчовую ткань, из которой получили свыше шестидесяти килограммов золота. Существующая теперь драпировка кровати, хотя и соответствует тому периоду, не является оригинальной. Из-за недостатка архивной информации во времена осуществления проекта было принято решение использовать образец драпировки зимний гобелен из спальни королевы. Только после начала реставрации были обнаружены оригинальные образцы, но менять ничего не стали. 1 сентября 1715 года в этой комнате скончался «король-солнце» Людовик XIV.

## Кабинет Совета
В Кабинете Совета (Cabinet du conseil) Людовик XIV собирал членов Совета, после того как на месте Салона Юпитера, где Людовик XIV вначале проводил заседания Совета, был сооружен Салон Войны.
Как пишет Сен-Симон в своих «Мемуарах»: По воскресеньям и, зачастую, по понедельникам заседал Государственный совет; по вторникам — Финансовый совет; по средам — вновь Государственный совет; по субботам — Финансовый совет. В четверг утром зал почти всегда был пуст. Это был также день, полностью посвященный внебрачным детям, строительным проектам, слугам, потому что Королю нечем было заняться. В пятницу после церковной службы время отводилось исповеди, которая не ограничивалась по времени и могла длиться до ужина.
Начиная с 1684 года комната называлась королевским кабинетом (cabinet du roi); в 1701 году при полной перепланировке апартаментов эта комната получила новое оформление, главным элементом которого были зеркальные панели на стенах. При смене оформления комната получила новое название: Кабинет зеркал (cabinet des glaces). Несмотря на роскошные зеркала, комната была обставлена очень практично. Дополнительно к покрытому бархатом столу Совета здесь было три кресла с подлокотниками и двенадцать складных табуретов, а также кушетка, которая была необходима Людовику XIV в 1686 году, после того, как он перенёс хирургическую операцию по удалению анального свища.
Из всех королевских апартаментов эта комната, по всей видимости, лучше всего отражала личные вкусы короля Людовика XIV. Помимо коллекции драгоценных камней, здесь находились картины Никола Пуссена и Джованни Ланфранко, а также клавесин в расписном корпусе. Персональный характер этой комнаты подчёркивался тем фактом, что именно отсюда Людовик XIV управлял Францией. Здесь проводились Советы, принимались писатели, возвышавшие славу «короля-солнца», а также частные аудиенции чаще всего давались в этом помещении.
Последней комнатой королевских апартаментов был Кабинет герм (cabinet de hermes) благодаря оформлению, главным элементом которого были двадцать герм; он также известен как Кабинет париков, поскольку тут же хранились парики Людовика XIV. В дополнение к позолоченным гермам, украшающим стену, двери комнаты были покрыты зеркалами. Эта комната служила королю гардеробом, где он мог сменить свою сорочку, парик и шляпу; это могло происходить до четырёх раз в день. По вечерам в этой комнате Людовик XIV собирал своих детей, других членов своей семьи, а также некоторых придворных.
Кабинет зеркал и Кабинет париков прекратили своё существование в 1755 году, когда Людовик XV поручил расширить и заново декорировать помещение для заседаний Совета. Именно это обновленное помещение мы и видим в наше время.
В 1748 году для устройства на третьем этаже вновь сооружаемого Кабинета Короля Людовик XV решил понизить потолок Кабинета зеркал примерно на один метр. Новые размеры комнаты вызвали необходимость её заново декорировать. Спустя год был установлен новый камин, а прежний, датируемый временами Людовика XIV, был отправлен в Компьенский дворец. В 1755 году в ходе обустройства террасы в Оленьем дворе Людовик XV решил расширить комнату Совета за счёт присоединения Кабинета париков. Эта расширенная комната была спроектирована архитектором Жак-Анжем Габриэлем, а декоративные панели вылеплены Жюлем-Антуаном Руссо. Лепнина на панелях изображает различные атрибуты государственного правления: военные трофеи и реликвии мирного времени, символы армии, военного флота, юстиции и регалии монархии.